# Jean-Claude Fabre (raseteur)
Pour les articles homonymes, voir Fabre.
Jean-Claude Fabre, né le 16 avril 1942 à Mouriès et mort le 1er juin 2007 à Maussane-les-Alpilles, est un raseteur français. 

## Biographie
Il remporte de très peu la Cocarde d'or en 1968 : il ne devance Robert Marchand que d'un point.

### Palmarès
- Cocarde d'or : 1968[2]